# Norwegischer Fußballpokal der Männer 1925
Der norwegische Fußballpokal 1925 (kurz auch NM-Cup 1925 genannt) war die 24. Austragung des Fußballpokalwettbewerbs der Männer. Pokalsieger wurde Brann Bergen. Das Team setzte sich im Finale gegen den Sarpsborg FK durch.

## 1. Runde
14 Vereine erhielten ein Freilos: Aalesunds FK, Brann Bergen, SBK Drafn, Hamar IL, Kvik Halden FK, Lillestrøm SK, Odds BK, Frigg Oslo FK, SFK Lyn Oslo, IF Ready, Sarpsborg FK, SFK Trygg Oslo, FK Ørn und Urædd FK
| Datum      |                          | Ergebnis  |                       |
| ---------- | ------------------------ | --------- | --------------------- |
| ??.??.1925 | IL Blink                 | 1:3       | SK Rapp               |
|            | SK Brage                 | 3:1       | Røros IL              |
|            | Bøn FK                   | 4:2       | Fet IL                |
|            | SK Djerv                 | 9:0       | SK Vard Haugesund     |
|            | Drammens BK              | 5:2       | Geithus IL            |
|            | Eidsvold IF              | 8:0       | Sørumsand IL          |
|            | Egersunds IK             | 0:3       | Viking Stavanger      |
|            | Fagforeningenes IL Hamar | 4:0       | Tynset IF             |
|            | SK Falk Horten           | 1:3       | Torp IF               |
|            | Flekkefjord FK           | 4:3 n. V. | FK Vidar              |
|            | SK Gjøa                  | 5:0       | Roy IL                |
|            | IK Grane Arendal         | 5:4       | FK Donn               |
|            | Hafslund IF              | 3:2       | SFK Mercantile Oslo   |
|            | Kristiansund FK          | 3:2       | IL Braatt             |
|            | Kråkstad IL              | 1:7       | Hasle FK              |
|            | Larvik Turn              | 3:2       | Skotfoss TIF          |
|            | Lillestrøm BK            | 2:0       | Dokken IL             |
|            | Lisleby FK               | 3:1       | Ski IL                |
|            | FK Mandalskameratene     | 0:1       | Start Kristiansand    |
|            | Mjøndalen IF             | 5:0       | IL Tell               |
|            | Molde FK                 | 4:2       | FK Fremad Lillehammer |
|            | Namsos IL                | 2:2 n. V. | Steinkjer FK          |
|            | Neset FK                 | 1:2       | FK Kvik Trondheim     |
|            | IF Pors                  | 3:5 n. V. | Holmestrand IF        |
|            | Rjukan IL                | 10:3      | Kongsberg IF          |
|            | SK Rollon                | 3:0 n. V. | IL Hødd               |
|            | SBK Skiold               | 6:2       | Agnes IL              |
|            | SK Snøgg                 | 6:5       | Haugesund IL          |
|            | Stabæk IF                | 3:1       | FK Norrøna            |
|            | Stange SK                | 0:2       | FK Lyn                |
|            | Stavanger IF             | 5:2       | IL Brodd              |
|            | Storms BK                | 11:00     | Ulefoss SF            |
|            | Strinden IL              | 6:3       | SK Steinar            |
|            | IL Sverre                | 2:0       | SK Freidig            |
|            | SK Tryggkameratene       | 1:3       | Ranheim IL            |
|            | Tønsbergs TF             | 4:0       | SK Kampørn            |
|            | FK Vigør                 | 01:12     | Fram Larvik           |
|            | Vikersund IF             | 1:4       | Strømsgodset IF       |
|            | FBK Voss                 | 0:2       | SK Hardy              |
|            | Vålerenga Oslo           | 4:1       | IF Liv                |

### Wiederholungsspiel
| Datum      |              | Ergebnis |           |
| ---------- | ------------ | -------- | --------- |
| ??.??.1925 | Steinkjer FK | 4:2      | Namsos IL |

## 2. Runde
Acht Vereine erhielten ein Freilos: Brann Bergen, SK Djerv, FK Lyn, Mjøndalen IF, Moss FK, Odds BK, FK Ørn und SFK Trygg Oslo
| Datum      |                          | Ergebnis |                    |
| ---------- | ------------------------ | -------- | ------------------ |
| ??.??.1925 | SK Brage                 | 1:0      | Ranheim IL         |
|            | SBK Drafn                | 4:3      | Holmestrand IF     |
|            | Eidsvold IF              | 2:3      | Drammens BK        |
|            | Fagforeningenes IL Hamar | 0:1      | Bøn FK             |
|            | Fram Larvik              | 4:1      | IK Grane Arendal   |
|            | Fredrikstad FK           | 4:1      | Hafslund IF        |
|            | Hasle FK                 | 1:0      | Lillestrøm BK      |
|            | Kristiansund FK          | 4:1      | IL Hødd            |
|            | Kvik Halden FK           | 4:1      | Frigg Oslo FK      |
|            | FK Kvik Trondheim        | 3:1      | Hamar IL           |
|            | Larvik Turn              | 8:1      | Lillestrøm SK      |
|            | SK Rapp                  | 2:4      | IL Sverre          |
|            | Sarpsborg FK             | 6:0      | Tønsbergs TF       |
|            | SBK Skiold               | 3:2      | SK Hardy           |
|            | Stabæk IF                | 2:5      | SK Gjøa            |
|            | Stavanger IF             | 2:0      | Start Kristiansand |
|            | Steinkjer FK             | 3:1      | Strinden IL        |
|            | Storms BK                | 2:0      | SK Snøgg           |
|            | Strømsgodset IF          | 5:2      | SFK Lyn Oslo       |
|            | Torp IF                  | 2:0      | IF Ready           |
|            | Viking Stavanger         | 8:1      | Flekkefjord FK     |
|            | Urædd FK                 | 2:1      | Rjukan IL          |
|            | Vålerenga Oslo           | 2:1      | Lisleby FK         |
|            | Aalesunds FK             | 5:1      | Molde FK           |

## 3. Runde
| Datum      |                   | Ergebnis  |                 |
| ---------- | ----------------- | --------- | --------------- |
| 30.08.1925 | Aalesunds FK      | 5:0       | Kristiansund FK |
|            | Brann Bergen      | 4:0       | SFK Trygg Oslo  |
|            | SBK Drafn         | 2:2 n. V. | Storms BK       |
|            | Fram Larvik       | 0:1       | Fredrikstad FK  |
|            | SK Gjøa           | 2:1       | Mjøndalen IF    |
|            | FK Lyn            | 6:0       | Bøn FK          |
|            | Kvik Halden FK    | 4:1       | Torp IF         |
|            | FK Kvik Trondheim | 8:1       | Steinkjer FK    |
|            | Larvik Turn       | 5:1       | Drammens BK     |
|            | Odds BK           | 3:1       | Strømsgodset IF |
|            | Stavanger IF      | 2:0       | Moss FK         |
|            | IL Sverre         | 1:2       | SK Brage        |
|            | Urædd FK          | 1:2       | Sarpsborg FK    |
|            | Viking Stavanger  | 6:3 n. V. | SK Djerv        |
|            | Vålerenga Oslo    | 6:0       | Hasle FK        |
|            | FK Ørn            | 6:1       | SBK Skiold      |

### Wiederholungsspiele
| Datum      |           | Ergebnis  |           |
| ---------- | --------- | --------- | --------- |
| 06.09.1925 | Storms BK | 3:3 n. V. | SBK Drafn |
| 13.09.1925 | SBK Drafn | 4:0       | Storms BK |

## 4. Runde
| Datum      |                   | Ergebnis  |                |
| ---------- | ----------------- | --------- | -------------- |
| 13.09.1925 | Brann Bergen      | 5:0       | Stavanger IF   |
|            | Fredrikstad FK    | 7:2       | FK Lyn         |
|            | FK Kvik Trondheim | 1:0 n. V. | SK Brage       |
|            | Larvik Turn       | 2:4       | Kvik Halden FK |
|            | Odds BK           | 3:2       | Vålerenga Oslo |
|            | Sarpsborg FK      | 5:1       | SK Gjøa        |
|            | Viking Stavanger  | 2:1       | Aalesunds FK   |
| 20.09.1925 | SBK Drafn         | 0:1       | FK Ørn         |

## Viertelfinale
| Datum      |                  | Ergebnis |                   |
| ---------- | ---------------- | -------- | ----------------- |
| 27.09.1925 | Brann Bergen     | 1:0      | Fredrikstad FK    |
|            | Sarpsborg FK     | 1:0      | Kvik Halden FK    |
|            | Viking Stavanger | 3:0      | FK Kvik Trondheim |
|            | FK Ørn           | 3:1      | Odds BK           |

## Halbfinale
| Datum      |              | Ergebnis |                  |
| ---------- | ------------ | -------- | ---------------- |
| 04.10.1925 | Brann Bergen | 3:1      | Viking Stavanger |
|            | Sarpsborg FK | 1:0      | FK Ørn           |

## Finale
| Brann Bergen                                          | Brann Bergen | Sarpsborg FK | Sarpsborg FK |
| ----------------------------------------------------- | --- | --- | ------------ |
| Brann Bergen                                          | \| Finale \| \| 18. Oktober 1925 in Fredrikstad (Fredrikstad-Stadion) \| \| Ergebnis: 3:0 (1:0) \| \| Zuschauer: 10.000 \| \| Schiedsrichter: Friedtjof Johansen \| \| Spielbericht \| | \| Finale \| \| 18. Oktober 1925 in Fredrikstad (Fredrikstad-Stadion) \| \| Ergebnis: 3:0 (1:0) \| \| Zuschauer: 10.000 \| \| Schiedsrichter: Friedtjof Johansen \| \| Spielbericht \| | Sarpsborg FK |
| Brann Bergen                                          | Hugo Hofstad – Johan Greve, John Johnsen – Odd Rasmussen, Alexander N. Olsen, Bjarne Johnsen – Folke Kirkemo, Kaare Kongsvik, Finn Berstad, Arthur Jensen, Herbert Lunde               | Bjarne Klavestad – Henry Hansen, Arne Ludvigsen – Thorstein Simensen, Alf Hansen, Brede Wass – Ole Grasto, Georg Olsen, Hertvig Hansen, Alf Simensen, Per Holm                         | Sarpsborg FK |
| Brann Bergen                                          | 1:0 Alexander N. Olsen (14.) 2:0 Finn Berstad (65.) 3:0 Finn Berstad (73.) | | Sarpsborg FK |
| Finale                                                | | |              |
| 18. Oktober 1925 in Fredrikstad (Fredrikstad-Stadion) | | |              |
| Ergebnis: 3:0 (1:0)                                   | | |              |
| Zuschauer: 10.000                                     | | |              |
| Schiedsrichter: Friedtjof Johansen                    | | |              |
| Spielbericht                                          | | |              |